# Кутдусов, Артур Ильгизович
Артур Ильгизович Кутдусов (род. 16 апреля 1988, Уфа) — российский хоккеист, защитник.

## Биография
Воспитанник «Салавата Юлаева». Карьеру начал в фарм-клубе «Салават Юлаев-2», проведя в сезоне 2003/04 первой лиги один матч. В сезоне 2007/08 сыграл единственный матч на высшем уровне — за «Салават Юлаев», ставший чемпионом России. Выступал за клубы «Торос» Нефтекамск (200/09), «Толпар» Уфа (МХЛ, 2009/10), «Лада» Тольятти и «Крылья Советов» (оба — ВХЛ, 2010/11), Челны и ЦСК ВВС (оба — РХЛ, 2011/12), «Ямальские стерхи» Ноябрьск (РХЛ, 2012/13 — 2013/14).